# Johann Joachim Lange
Johann Joachim Lange (* 1699 in Berlin, getauft 25. Mai 1699; † 18. August 1765 in Halle/Saale) war ein deutscher Mathematiker, Dichter und Mineraloge.

## Leben
Lange erhielt von seinem Vater, dem Theologen Joachim Lange, und Privatlehrern den ersten Unterricht. Im Anschluss besuchte er die Schule des Waisenhauses in Halle. Dann bezog er die Universität Halle, erwarb den akademischen Grad eines Magisters der Philosophie, hielt Vorlesungen und wurde 1721 als Adjunkt an der Philosophischen Fakultät in Halle aufgenommen. Als Dechant an der Universität übertrug man ihm an der philosophischen Fakultät am 5. Dezember 1723 die Professur für Mathematik. Im selben Jahr wurde er Mitglied der Königlich-Preußischen Akademie der Wissenschaften in Berlin. Am 30. November 1735 wurde Johann Joachim Lange mit dem Beinamen Apollonius Pergaeus als Mitglied (Matrikel-Nr. 450) in die Kaiserlich Leopoldinisch-Carolinische Akademie der Naturforscher aufgenommen und 1754 wurde er Mitglied der Akademie gemeinnütziger Wissenschaften zu Erfurt.
Seine Tätigkeit als Mathematikprofessor wurde in der Geschichtsbetrachtung der Universität Halle als nicht außerordentlich beurteilt, da er immer im Schatten von Christian Wolff stand. Er hat sich aber durch seine Schriften auf dem Gebiet der Mineralogie einen Namen erworben, die nach seinem Tod von Julius Johann Madihn (1734–1789) herausgegeben wurden. Zudem ist er als Dichter bei der Graduierung von Dorothea Christiane Erxleben in Erscheinung getreten. Lange beteiligte sich auch an den organisatorischen Aufgaben der halleschen Hochschule und war im Wintersemester 1735 sowie in den Jahren 1749/1750 und 1760/1761 als akademischer Leiter der Alma Mater Prorektor. Seine Frau Johanna Dorothea (geb. Kaiser; † 22. Juli 1772 in Halle) heiratete am 27. Oktober 1771 den halleschen Professor Johann Friedrich Stiebritz.

## Schriften (Auswahl)
- Vollständiges Mineralien Kabinett von 6000 Stück Mineralen Erzen, Drusen, Mineralien, Kräuter und FischSchifern, auch anderen Petrefaktis. Gebauer, Halle 1753. (Digitalisat)
- Entwurf einer Anleitung zu den ökonomischen Rechnungen. Waisenhaus, Halle 1754. (Digitalisat)
- Frauen Dorotheen Christianen, gebornen Leporinin, des ...  1755. (Digitalisat)
- Lithographia Halensis. (Resp. Johann Christian Daniel Schreber) Curt, Halle 1758. (Digitalisat)
- Ausführliche Betrachtung und zulänglicher Beweiß von den Saltzen, daß dieselbe aus Einer zarten Erde, mit Wasser verbunden, bestehen. Waisenhaus, Halle 1765. (Digitalisat)
- Mineralogische Erfahrungen. In: Mineralogische Belustigung. Bd. IV., 1769.
- Einleitung zur Mineralogie und Metallurgie. 1770 von Julius Johann Madihn herausgegeben.
- Grundlegung zu einer Chymischen Erkenntnis der Körper. 1770 von Madihn herausgegeben.